# Uppsala Conflict Data Program
Het Uppsala Conflict Data Program (UCDP) is een programma voor gegevensverzameling over georganiseerd geweld. Het programma wordt onderhouden door het Departement van Vrede en Conflictonderzoek aan de Universiteit van Uppsala in Zweden. Het UCDP is een toonaangevende leverancier van gegevens over georganiseerd geweld en gewapende conflicten, en het is de oudste lopende gegevensverzameling over burgeroorlogen, met een geschiedenis van bijna 40 jaar De UCDP-gegevens worden systematisch verzameld en betreffen de hele wereld. Ze maken vergelijkingen mogelijk tussen gevallen en landen, en omvatten lange tijdreeksen. De gegevens worden jaarlijks bijgewerkt en zijn gratis voor het publiek beschikbaar.
De gegevens van de UCDP worden jaarlijks gepubliceerd in het Journal of Peace Research. De UCDP maakt haar gegevens ook openbaar via haar interactieve website.